# 35e régiment de tirailleurs algériens
Le 35e Régiment de Tirailleurs Algériens est un régiment de tirailleurs de l'armée française.

## Création et différentes dénominations
- 1914: Création du  7e Régiment de Marche de Tirailleurs Algériens
- 1920: Renommé 35e Régiment de Tirailleurs Algériens
- 1928: Dissolution
- 1940: Reconstitué en 35e Régiment de Tirailleurs Algériens
- 1940: Dissolution
- 1953: Recréation du 35e Bataillon de Tirailleurs Algériens (Parachutiste)
- 1956: Dissolution
- 1960: En mars, création d'un centre d'instruction dénommé 35e Régiment de Tirailleurs/Centre d'Instruction

## Historique des garnisons, campagnes et batailles du35eTirailleurs Algériens

### Depuis 1945
En septembre 1953, le 14e RPIC reçoit un contingent d'appelés du contingent d'origine nord-africaine (FSNA). Le 14e RPIC fut alors scindé en deux unités, le 35e Bataillon de tirailleurs algériens (stationné à Toulouse) et le 19e Bataillon de tirailleurs algériens (stationné à Montauban).
Au 1er janvier 1954, le 14e RPIC devient la 14e Demi-brigade d'infanterie (14e DBI). Tous le personnel étant breveté parachutiste, le 35e BTA devient le 35e Bataillon de parachutistes algériens.
En 1954, il quitte Toulouse pour la Tunisie :
- juillet 1954 - stationné à Sidi Bouzid.
- 29 septembre 1955 - un caporal FSNA tire dans la popote des officiers, tuant le chef de bataillon Lambert, le médecin-capitaine Avezou et le lieutenant Bonnet.
- rapatriement du bataillon à Toulouse.

## Inscriptions portées sur le drapeau du régiment
Il porte, cousues en lettres d'or dans ses plis, les inscriptions suivantes :
- Artois 1915
- Champagne 1915
- Verdun 1917
- Soissonnais 1918
- Maroc 1925-1926